# Dirk Verbeuren
Dirk Verbeuren (Wilrijk,  8 januari 1975) is een Belgische muzikant en anno 2023 onder andere de drummer van de Amerikaanse thrashmetalband Megadeth.  Voorheen was hij lid van de Zweedse melodic death metalband Soilwork.
Verbeuren heeft vijf albums en een live-dvd/blu-ray met Soilwork opgenomen, en hij heeft opgetreden in Europa, de Verenigde Staten, Canada, Japan, Australië, Rusland en China als hoofdact tussen begin 2004 en juli 2016. In 2016 verliet Verbeuren Soilwork om bij Megadeth als volwaardig bandlid aan de slag te gaan. Met Megadeth heeft Verbeuren sindsdien het album The Sick, the Dying... and the Dead! opgenomen, dat in september 2022 uitgekomen is.

## Invloeden
Verbeuren noemt Dave Lombardo en Mick Harris als vroege invloeden voor z'n drummen. Andere invloeden zijn onder meer Gavin Harrison, Sean Reinert, Gene Hoglan, Tomas Haake, Steve Flynn, Pete Sandoval, Morgan Ågren, Tony Laureano en Chad Smith. Verbeuren is fan van hip hop music en noemt The Beastie Boys, Run-DMC en Public Enemy als zijn favoriete hip hop bands uit zijn tienerjaren.

## Drumpacks

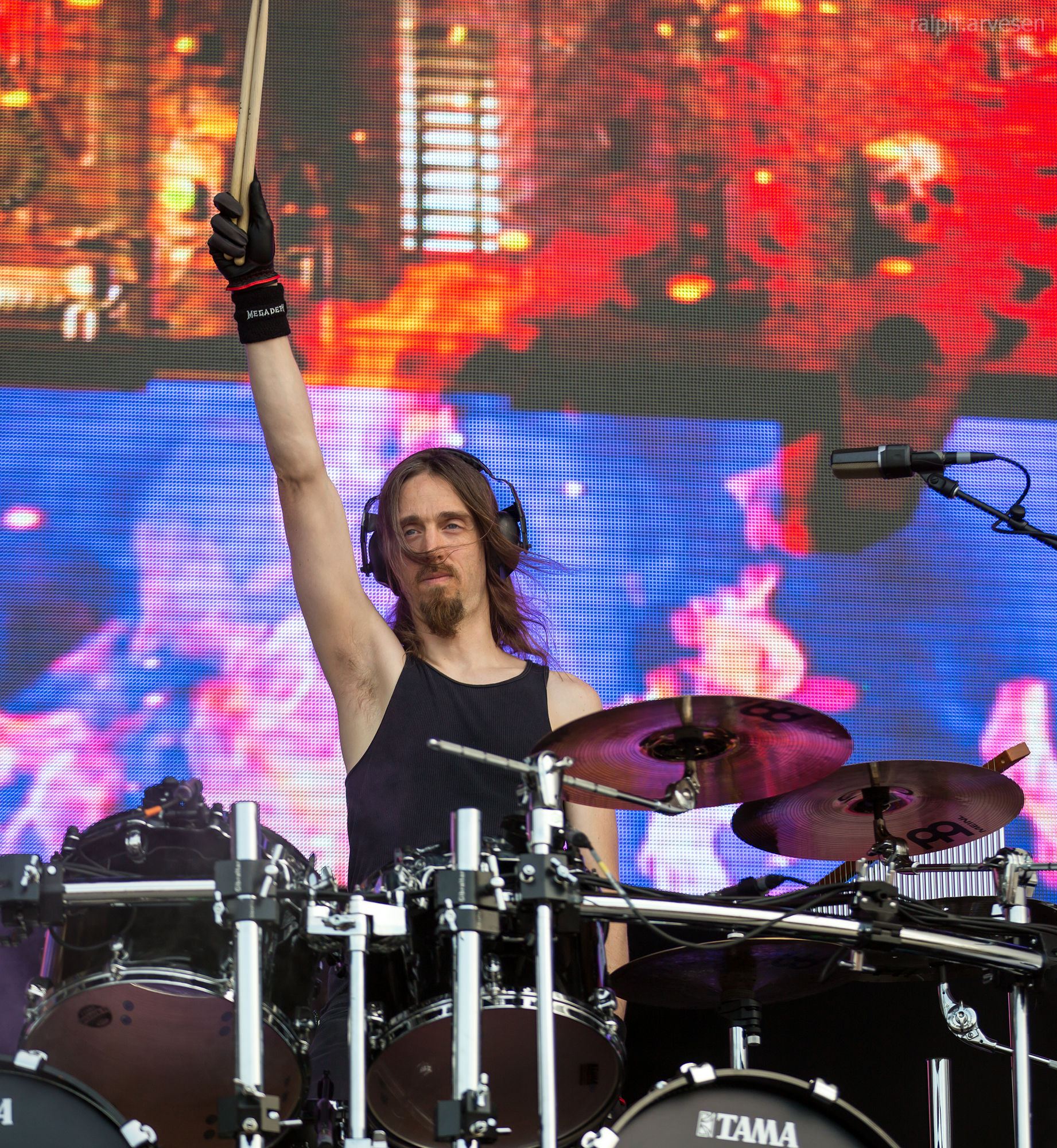
Verbeuren tijdens een Megadeth optreden in 2016

Hij heeft vier uitgebreide MIDI drumpacks opgenomen voor Toontrack: Library of the Extreme: Blasts and Fills, Death & Thrash, Fill Insanity en Metal Beats en bijgedragen aan MIDI tracks van The Metal Foundry SDX en Metal! EZX.

## Sessie-werk
- As I Destruct
- Brave the Cold
- Colosso
- Jeff Loomis
- Malevolence
- Naglfar
- The Devin Townsend Project
- Eths, sessiedrummer op Ankaa (2016)
- Warrel Dane
- Satyricon (live session drums, January 2014)[12]
- Sybreed[13]
- Darkride
- Hassan Iqbal[14]
- Yyrkoon
- Articulus[15]

## Persoonlijk leven
Verbeuren is vegan.
Verbeuren is geboren in België en is in zijn tienerjaren verhuisd naar Frankrijk. Daar heeft hij zijn middelbare school grotendeels gevolgd aan de Nederlandse afdeling van het Lycée International de Saint-Germain-en-Laye.
- International Standard Name Identifier: 0000 0001 3021 1966
- MusicBrainz: aabca606-73ef-416b-8981-9cbed9f5e97d
- Virtual International Authority File: 1336163706542129420522